# Шор, Алексей Исаакович
Алексей Исаакович Шор (род. 13 октября 1947, Куйбышев) — советский самбист, чемпион мира, мастер спорта СССР международного класса. Судья международной категории.

## Биография
Воспитанник Заслуженного тренера СССР Николая Петрова. Выпускник Куйбышевского политехнического института 1971 года. В 1973 году стал чемпионом мира на первом чемпионате мира по самбо в Тегеране. С 1995 года заместитель начальника отдела Самарского информационно-вычислительного центра. В 1999 году стал начальником отдела Самарского информационно-вычислительного центра по разработке и внедрению программного обеспечения в сфере грузовой и коммерческой работы станций. Под его руководством на Куйбышевской железной дороге была внедрена автоматизированная система ЭТРАН. Награждён часами и Почётной грамотой начальника дороги.